# كريستوفر باكلي (روائي)
كريستوفر باكلي (بالإنجليزية: Christopher Buckley)‏ (24 ديسمبر 1952، ستامفورد في الولايات المتحدة)؛ مؤلِّف، كاتب مسرحي، ممثل، شاعر، كاتب خطابات، صحفي، رئيس تحرير وروائي أمريكي.

## روابط خارجية
- كريستوفر باكلي على موقع IMDb (الإنجليزية)
- كريستوفر باكلي على موقع إن إن دي بي (الإنجليزية)
- كريستوفر باكلي على موقع قاعدة بيانات الفيلم (الإنجليزية)